# ZELPO Aréna
Die ZELPO Aréna ist ein Fußballstadion in der slowakischen Gemeinde Podbrezová, welche am Fuß des Slowakischen Erzgebirges und der Niederen Tatra liegt. Der Fußballverein FO ŽP ŠPORT Podbrezová, zur Saison 2014/15 in die erstklassige Fortuna liga aufgestiegen, empfängt seine Gegner hier zu den Spielen. Der Namensgeber des Stadions wie des Vereins ist der Stahlrohrhersteller Železiarne Podbrezová (deutsch Eisenhütte Podbrezová). Vor der Umbenennung war die Sportstätte als Štadión Kolkáreň und Štadión ŽP ŠPORT (Štadión Železiarní Podbrezová ŠPORT) bekannt.

## Geschichte
Der Bau des Stadions dauerte sieben Jahre. Am 1. August 1959 konnte die Anlage in Betrieb genommen werden. Für die oberste Spielklasse wurde das Stadion 2014 bis 2015 renoviert. Das Geld für die Arbeiten stammt aus einem Förderungsprojekt des nationalen Fußballverbandes Slovenský futbalový zväz (SFZ). Die slowakische Regierung steuert zum Bau und Erneuerung von 21 Fußballstadien im Land insgesamt 45 Millionen Euro, über zehn Jahre verteilt, bei. Das Stadion profitiert davon mit 750.000 Euro.
Die Summe wurde unter anderem für den Neubau des Daches der Haupttribüne verwendet. Da der Hauptrang direkt an einen Berg gebaut ist und der Spielfeldrasen durch die alte Konstruktion und die Position zu wenig Sonnenlicht bekam, ließ man sich mit dem neuen Dach eine Lösung für das Problem einfallen. Die deckenden Dachteile auf einer Stahlkonstruktion können vor- und zurückgefahren werden. Der neben der Haupttribüne gelegene Gästeblock wurde erneuert und mit Sitzplätzen ausgestattet. Für die berichtenden Journalisten wurde eine schnelle Internetverbindung installiert. Zukünftig soll das Štadión ŽP ŠPORT mit einer Flutlichtanlage und das Spielfeld mit einer Rasenheizung ergänzt werden.
Am 22. August 2015 wurde das umgebaute Stadion mit dem Spiel der Fortuna liga zwischen dem FO ŽP ŠPORT Podbrezová und dem TJ Spartak Myjava (1:2) eingeweiht. Mit der Eröffnung wurde die Sportstätte in ZELPO Aréna umbenannt.